# Государственный квартирный налог (Российская империя)
Государственный квартирный налог — прямой окладной налог Российской империи, введённый в 1894 году; собирался с лиц, занимающих жилые помещения, исходя из вмененного размера квартирной платы.

## Введение налога
В 1892 году Министерство финансов проектировало введение в России подоходного налога. Предполагаемый проект вызвал возражения со стороны других министерств и ведомств, полагавших, что налоговые органы не готовы к сбору такого налога, не располагая необходимыми сведениями о доходах налогоплательщиков. От проекта подоходного налога отказались, но возникла мысль ввести некоторый его суррогат — квартирный налог, исходя из того, что величину квартирной платы легче объективно оценить. К тому времени квартирный налог существовал во Франции, Бельгии и Голландии.

Министерство финансов (которым на тот момент руководил министр С. Ю. Витте) разработало Положение о государственном квартирном налоге, которое было одобрено Государственным Советом и Высочайше утверждено 14 мая 1893 года. Сбор налога производился с 1894 года.

Первоначально налог вводился на территории Европейской России и Царства Польского. С 1901 года налог собирался также в Кавказском крае, областях Степного генерал-губернаторства и губерниях Ставропольской, Тобольской, Томской, Иркутской и Енисейской.

## Условия обложения налогом
Налог собирался с лиц, занимавших помещения для жилья (квартиры), собственные, наемные и бесплатно предоставленные в пользование.

Налог собирался только в населённых пунктах, входивших в прилагаемое к Положению расписание. Все населённые пункты разделялись законом на 5 классов, по уровню арендной платы. Жилые помещения, для каждого класса населенных пунктов по отдельности, разделялись на разряды (от 35 до 19 разрядов), по вменённой величине арендной платы. Для каждого разряда помещений внутри каждого класса населённых пунктов закон устанавливал отдельную ставку налога (называемую «окладом»).

От уплаты налога освобождались духовные лица христианских исповеданий и дипломаты.
Налогом не облагались помещения, занятые под любого рода коммерческие, общественные и производственные цели. Из жилых помещений обложению налогом не подлежали: дворцы членов Императорского дома, архиерейские дома и монастырские помещения, пансионы и общежития для учащихся, богадельни и приюты, военные казармы, жилища рабочих при фабриках и заводах, постоялые дворы и ночлежные дома. Не облагались налогом и те помещения, арендная плата за которые была ниже минимального первого разряда.

Налог устанавливался по размеру реально уплачиваемой квартирной платы (без учета платы за освещение и отопление), а если помещение не сдавалось в наём, устанавливалась вменённая величина квартирной платы. Для сооружений, квартирную плату за которые не представлялось возможным оценить, квартирная плата принималась равной 4 % от оценочной стоимости недвижимости. Если лицо занимало казённую квартиру взамен установленных квартирных денег, квартирная плата принималась равной этим деньгам. Если размер квартирных денег не был установлен штатами — квартирные деньги признавались равными пятой части жалованья.

## Ставки налога
- В I классе населённых пунктов состояли Санкт-Петербург и Москва.

Минимальная облагаемая квартирная плата составляла 300 рублей в год, налог 5 рублей (1.7 %), при квартирной плате 1000 руб. в год налог составлял 28 рублей (2.8 %), при квартирной плате свыше 6000 рублей в год налог имел максимальную ставку в 10 %. 
- Во II классе населённых пунктов состояли 17 городов (Баку, Бакинские нефтяные промыслы, Батум, Варшава, Вильно, Иркутск, Киев, Кишинёв, Кронштадт, Одесса, Ростов-на-Дону, Севастополь, Тифлис, Харьков, Царское Село, Ялта, Феодосия).

Минимальная облагаемая квартирная плата составляла 225 рублей в год, налог 3.50 рублей (1.6 %), при квартирной плате 1000 руб. в год налог составлял 33 рубля (3.3 %), при квартирной плате свыше 4500 рублей в год налог имел максимальную ставку в 10 %. 
- В III классе состояли 69 городов (например, Архангельск, Владимир, Екатеринослав, Кострома, Ревель, Томск, Ярославль).

Минимальная облагаемая квартирная плата составляла 150 рублей в год, налог 2.50 рублей (1.7 %), при квартирной плате 1000 руб. в год налог составлял 39 рублей (3.9 %), при квартирной плате свыше 3000 рублей в год налог имел максимальную ставку в 10 %.
- В IV классе состояли 160 населённых пунктов (например, Белгород, Витебск, Коломна, Нарва, Новгород, Тюмень).

Минимальная облагаемая квартирная плата составляла 120 рублей в год, налог 2 рубля (1.7 %), при квартирной плате 1000 руб. в год налог составлял 46 рублей (4.6 %), при квартирной плате свыше 2400 рублей в год налог имел максимальную ставку в 10 %.
- В V классе состояли 550 населённых пунктов (например, Арзамас, Бежецк, Весьегонск, Клин, Нерехта, Углич).

Минимальная облагаемая квартирная плата составляла 60 рублей в год, налог 1 рубль (1.7 %), при квартирной плате 1000 руб. в год налог составлял 84 рубля (8.4 %), при квартирной плате свыше 1200 рублей в год налог имел максимальную ставку в 10 %..

## Суммы сбора налога
По Государственной росписи доходов и расходов на 1894 год (первый год сбора налога) предполагалось поступление 4 610 тысяч рублей, но планируемую сумму собрать не удалось. В 1896 году было собрано 2 907 тысяч рублей. После этого сумма сбора стала увеличиваться. В 1901 было собрано 4 127 тысяч рублей, в 1905 — 5 348 тысяч рублей, в 1909 — 6.649 тыс. рублей.

## Организация сбора налога
За сбор налога отвечало Министерство финансов (а внутри министерства — Департамент окладных сборов). На местах налог собирали Казённые палаты (местные учреждения Министерства финансов), при которых создавались Губернские (или Областные) по квартирному налогу присутствия. Присутствия представляли собой межведомственные комиссии, в состав которых входили управляющий Казённой палатой, члены Общего присутствия Казённой палаты, городской голова губернского города и два члена, выбранных городской думой.
Во всех населённых пунктах, где собирался налог, создавались Городские по квартирному налогу присутствия, в состав которых входили податной инспектор и от четырёх до шести местных домохозяев, выбранных городской думой (там, где её не было — уездным земским собранием).

До 7 января каждого года домовладельцы подавали сведения о принадлежащих им жилых помещениях с указанием наёмной цены. Присутствие рассматривало сведения; в случае несогласия с данными домовладельцев самостоятельно проводило оценку вменённой квартирной платы и до 7 марта рассылало домохозяевам извещения об установленном окладе налога. Налог уплачивался один раз в год, до 15 апреля этого же года.
Домохозяева, несогласные с решением Городского присутствия, могли обжаловать решение Губернскому присутствию, а решение Губернского присутствия — министру финансов.
За неподачу сведений присутствия налагали штраф в 50 рублей, за подачу заведомо ложных сведений — в 300 рублей.
С недоимок взыскивалась пеня в размере 1 % в месяц.